# Conte di Desmond
Conte di Desmond è un titolo nobiliare inglese nella Parìa d'Irlanda.

## Storia

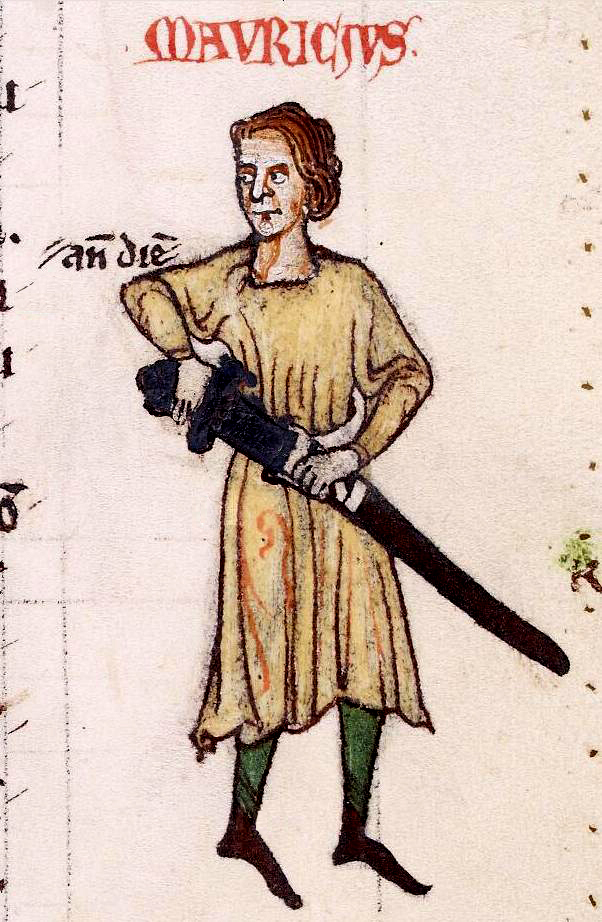
Disegno rappresentante Maurice FitzGerald, lord di Lanstephan, progenitore della dinastia dei FitzGerald irlandesi, dal manoscritto della Expugnatio Hibernica, racconto dell'invasione dell'Irlanda del 1169 redatto dal nipote di Maurice, Geraldo del Galles nel 1189.

Le origini del titolo sono da ricercare nella baronia di Desmond nella provincia di Munster che venne retta dai discendenti di Thomas FitzMaurice FitzGerald, lord di O'Connelloe. Thomas fu un figlio minore di Maurice FitzGerald, lord di Lanstephan, supporter chiave di Lord Pembroke ("Strongbow") nella sua invasione dell'Irlanda nel 1169. Maurice fu quindi il fondatore della dinastia FitzGerald di stirpe cambro-normanna in Irlanda. Discendente da un figlio minore di Maurice FitzGerald, la Casa di Desmond fu un ramo cadetto dei cosiddetti "geraldini" irlandesi; il ramo maggiore, la casa di Kildare, è antenata dei duchi di Leinster e venne fondata dal fratello maggiore di Thomas, Gerald FitzMaurice FitzGerald, I lord di Offaly.
Il figlio di Thomas, John FitzThomas FitzGerald, divenne I Barone Desmond dopo aver ricevuto, in ricompensa al fedele servizio svolto, nel 1259 delle terre a Decies ed a Desmond dal principe Edoardo d'Inghilterra. Prima di passare ad Edoardo, queste terre furono di Thomas FitzAnthony, padre della moglie di John, Margery FitzAnthony.
Il titolo di conte di Desmond venne creato per la prima volta per Maurice FitzGerald, IV barone Desmond nel 1329 circa. Secondo fonti inglesi, la famiglia FitzGerald divenne assimilata particolarmente alla cultura irlandese locale. L'ultimo conte di Desmond di questa creazione fu Gerald FitzGerald, il XV (o secondo altre fonti XVI) conte. I FitzGeralds resistettro alla riforma di Enrico VIII e dopo alcune ribellioni, il XV conte venne sconfitto e ucciso dalle forze leali ad Elisabetta I l'11 novembre 1583. Il titolo così come le proprietà della famiglia tornarono alla corona inglese. Suo nipote, James FitzThomas FitzGerald, tentò di riprendere il controllo dei titoli e dei propri averi durante la Guerra dei Nove anni, ma venne catturato dagli inglesi e decapitato nel 1603.
La seconda creazione del titolo avvenne nel 1600 per James FitzGerald, che fu anche creato barone Inchiquin. Questi titoli si estinsero alla sua morte l'anno successivo.
La terza creazione fu nel 1619 per Richard Preston, I lord Dingwall, che venne anche creato barone Dunmore. Alla sua morte nel 1628 la contea e la baronia irlandesi divennero estinte mentre il parlamento scozzese riconobbe sua figlia Elizabeth Preston, sposata col I duca di Ormonde, come sua legittima erede.
La quarta creazione fu nel 1628 per George Feilding, I visconte Callan. Per informazioni circa questa creazione vedi Conte di Denbigh.

## Baroni Desmond (1259)

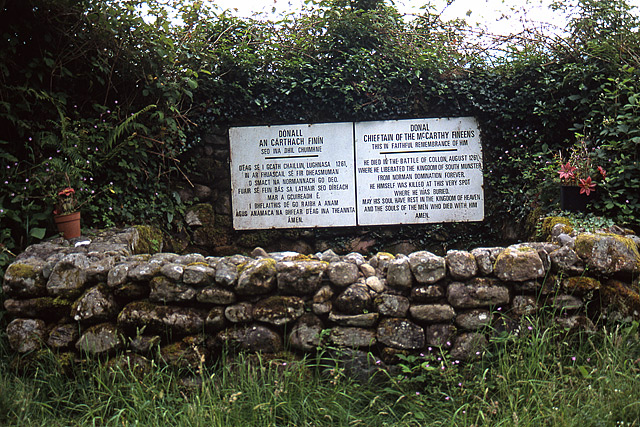
Memoriale del sito della Battaglia di Callann, dove John FitzThomas FitzGerald, I barone Desmond ed il suo figlio primogenito morirono nel 1261 mentre combattevano contro Fínghin Mac Carthaigh, re di Desmond.

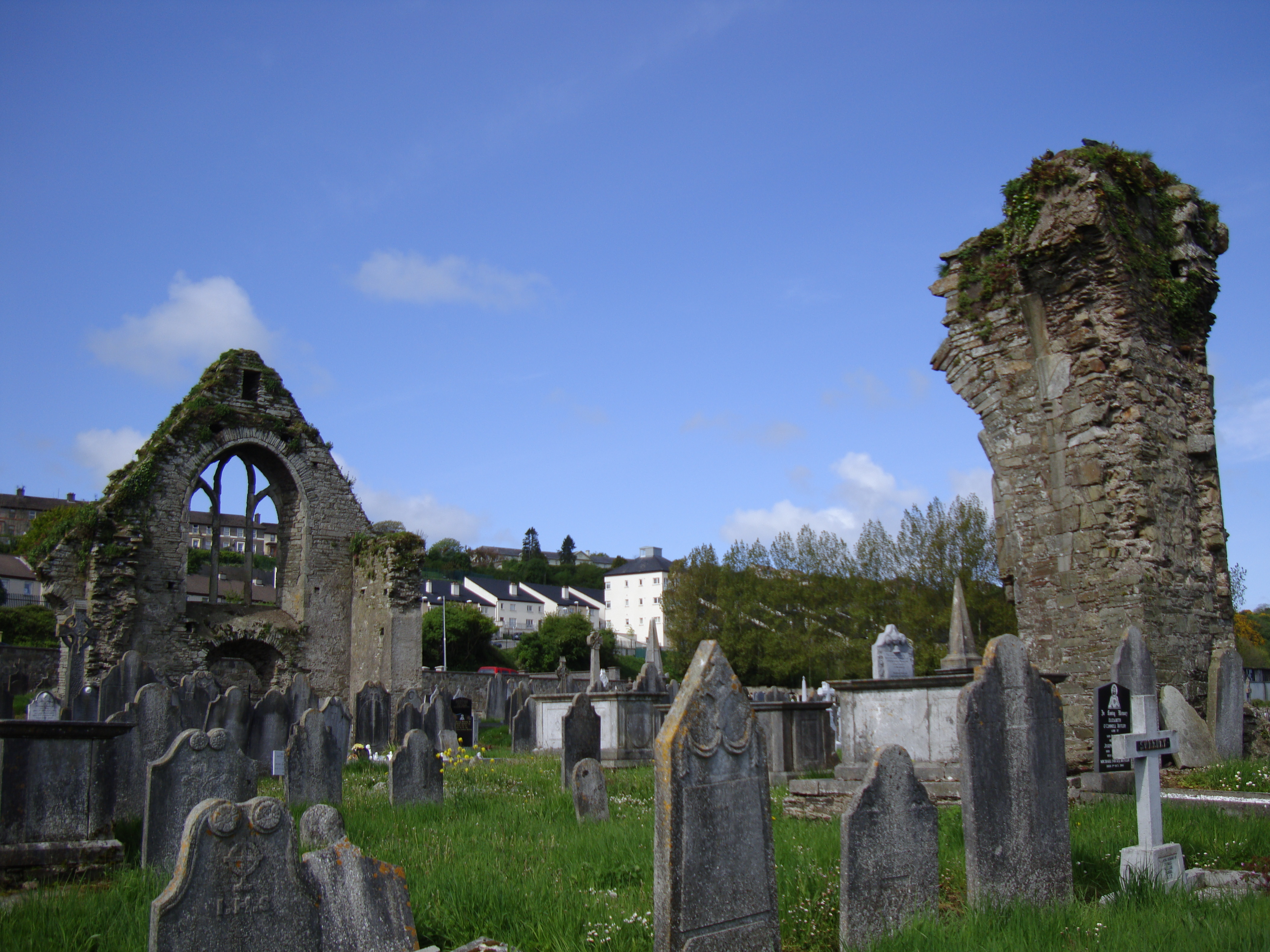
Il priorato domenicano di North Abbey, Youghal, fondato nel 1268 da Thomas FitzMaurice FitzGerald, II barone Desmond

- John FitzThomas FitzGerald, I barone Desmond (m. 1261) (figlio di Thomas FitzMaurice FitzGerald)
- Thomas FitzMaurice FitzGerald, II barone Desmond (m. 1298) (nipote del precedente)
- Thomas FitzThomas FitzGerald, III barone Desmond (1290–1307) (figlio del precedente)
- Maurice FitzThomas FitzGerald, IV barone Desmond (m. 1356) (fratello del precedente; creato conte di Desmond nel 1329)

## Conti di Desmond, I creazione (1329)
La genealogia di questi conti è diversa a seconda del fatto che alcuni storici vi inclusero come III conte tale Nicholas, indicato avere problemi mentali e descritto dai registri contemporanei come "un idiota". Nicholas morì senza eredi e come tale venne succeduto dal fratello minore, Gerald FitzGerald, III conte di Desmond. Nella genealogia che segue, secondo lo schema classico, Nicholas non è annoverato tra i conti.

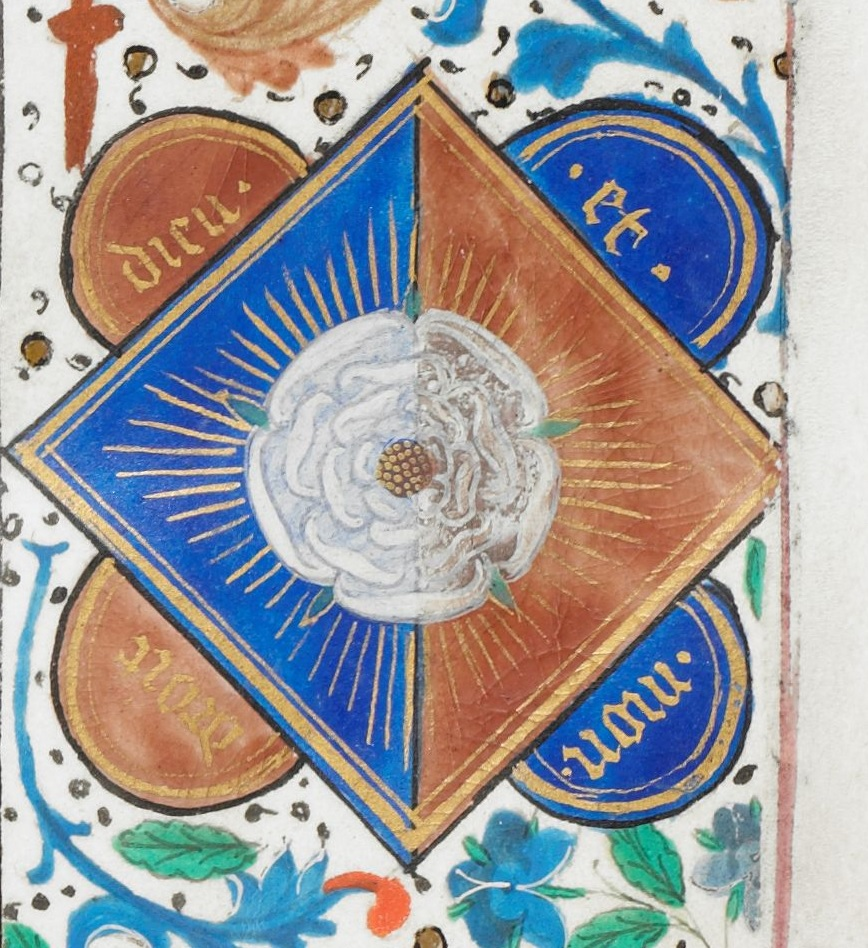
Rosa Bianca di York, da un manoscritto di Edoardo IV d'Inghilterra. Nel 1462, Thomas FitzGerald, VII conte di Desmond, ottenne una vittoria per gli yorkisti nella battaglia di Piltown, l'unico scontro della Guerra delle Due Rose a venire combattuto in Irlanda.

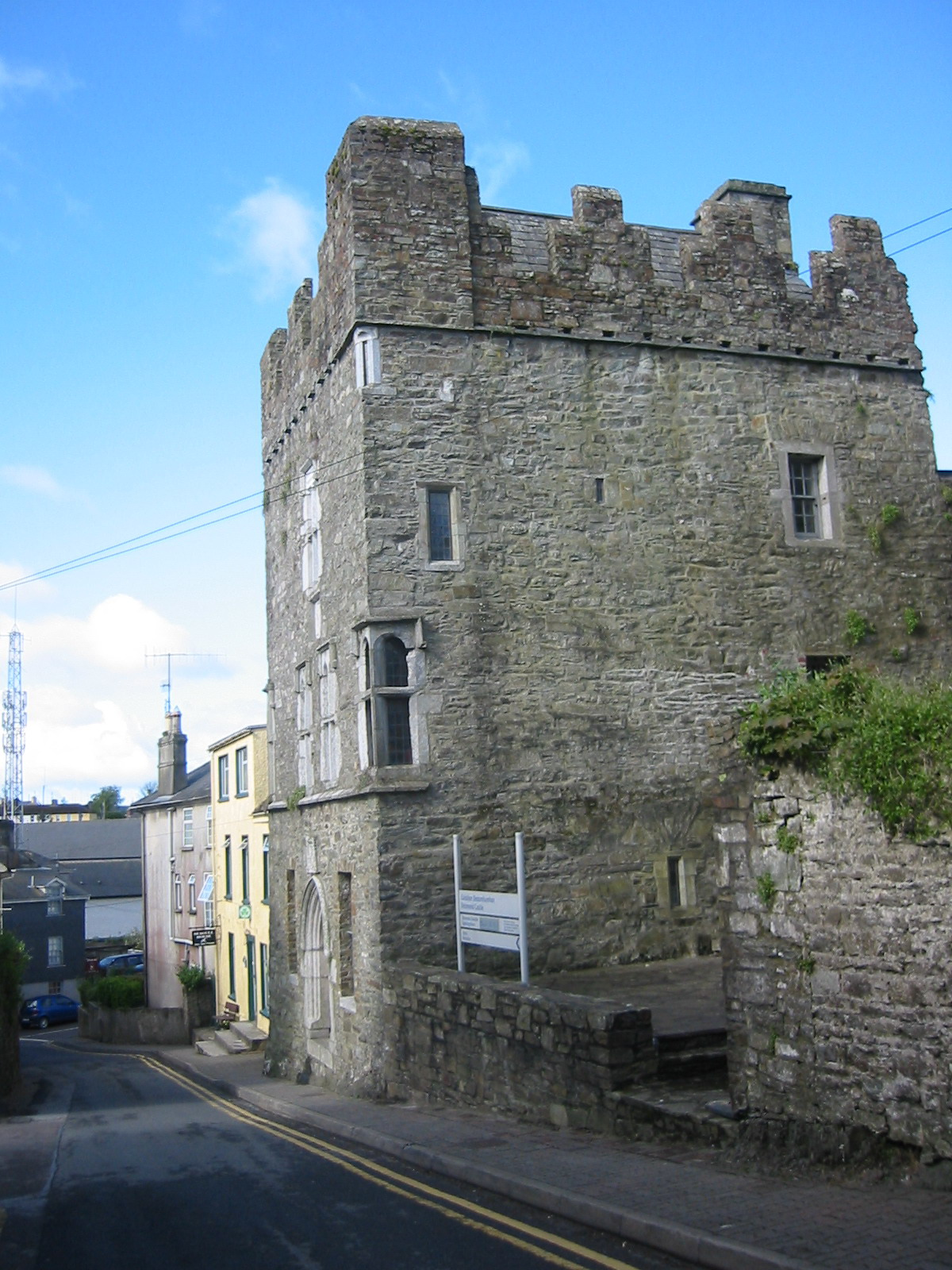
Castello di Desmond, costruito a Kinsale attorno al 1500 da Maurice FitzGerald, IX conte di Desmond.

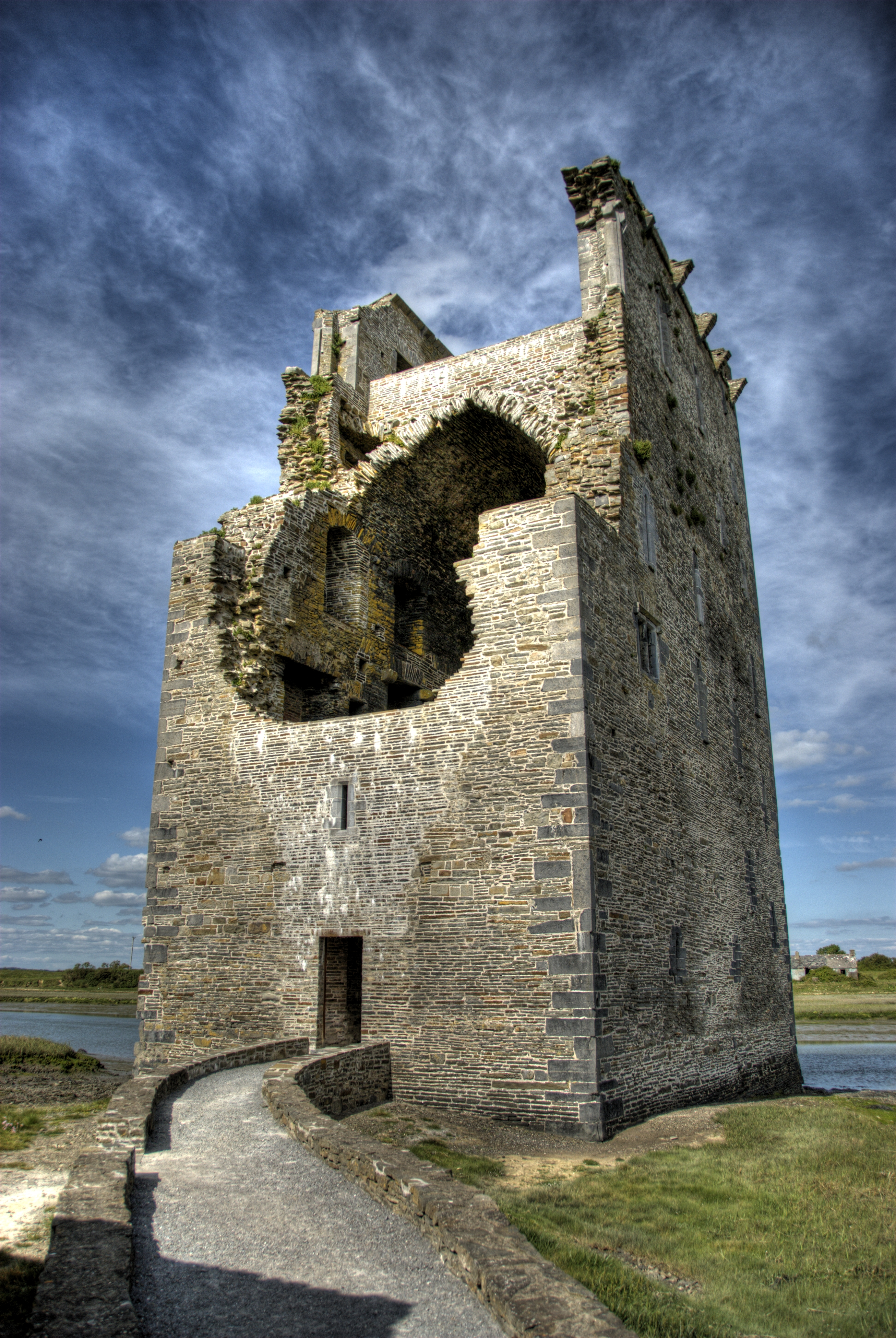
Castello di Carrigafoyle, fortezza geraldina durante la Seconda ribellione dei Desmond, catturato dagli inglesi nel 1580

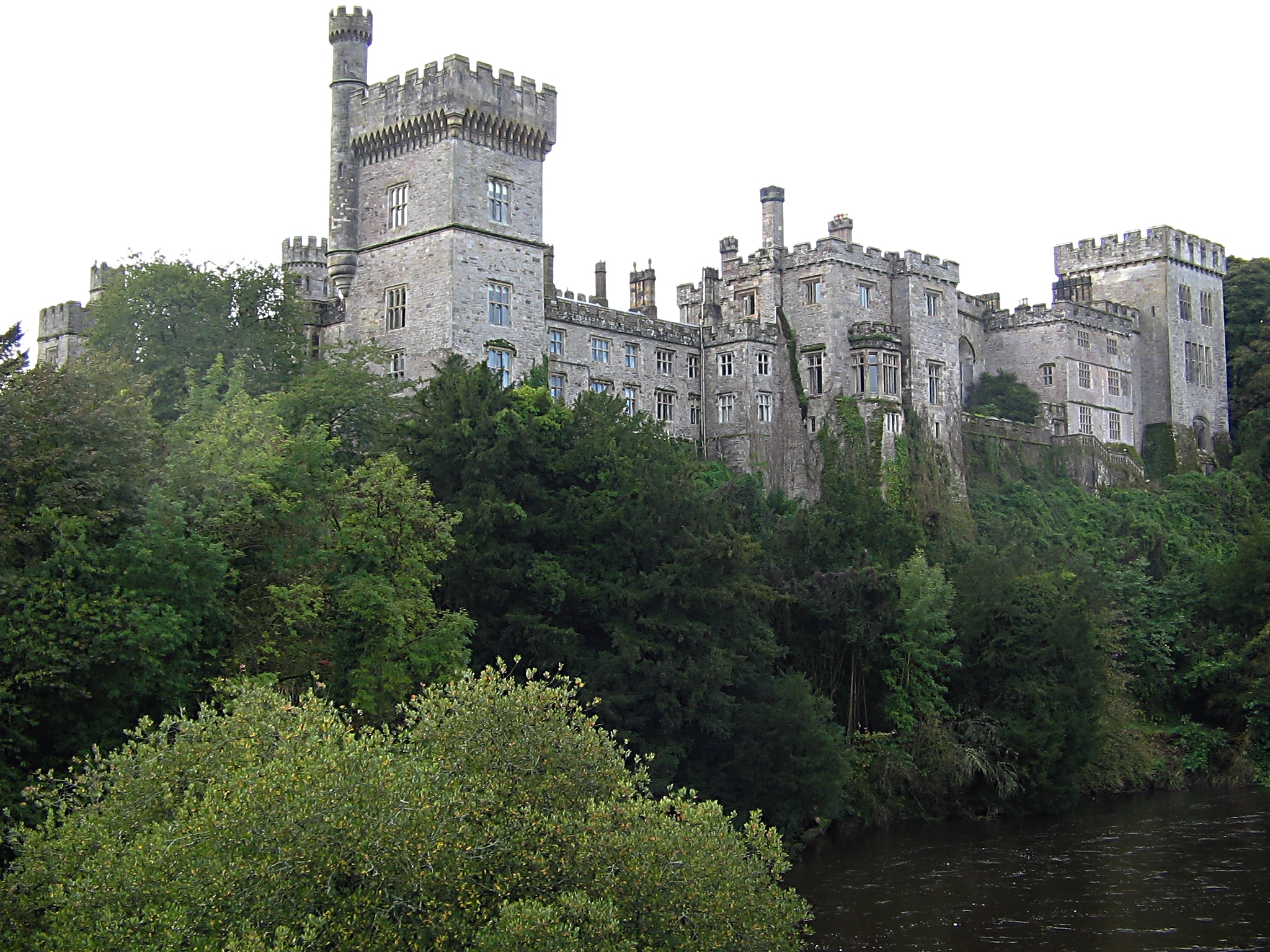
Castello di Lismore, dove è custodito dopo il suo ritrovamento il Libro di Lismore.

- Maurice FitzGerald, I conte di Desmond (m. 1356) (nuova creazione)
- Maurice FitzGerald, II conte di Desmond (1336–1358) (figlio del precedente)
- Gerald FitzGerald, III conte di Desmond (m. 1398) (fratellastro del precedente)
- John FitzGerald, IV conte di Desmond (m. 1399) (figlio del precedente)
- Thomas FitzGerald, V conte di Desmond (circa 1386–1420) (figlio del precedente)
- James FitzGerald, VI conte di Desmond (m. 1463) (l'"usurpatore", zio paterno del precedente)
- Thomas FitzGerald, VII conte di Desmond (m. 1468) (figlio del precedente)
- James FitzGerald, VIII conte di Desmond (1459–1487) (figlio del precedente)
- Maurice FitzGerald, IX conte di Desmond (m. 1520) (fratello del precedente)
- James FitzGerald, X conte di Desmond (m. 1529) (figlio del precedente)
- Thomas FitzGerald, XI conte di Desmond (1454–1534) (zio paterno del precedente)
- John FitzGerald, de facto XII conte di Desmond (m. 1536) (fratello del precedente, prozio paterno di James FitzGerald, de jure XII conte di Desmond)
- James FitzGerald, de jure XII conte di Desmond (m. 1540) (nipote di Thomas FitzGerald, XI conte di Desmond, pronipote di John FitzGerald, de facto XII conte di Desmond)
- James FitzGerald, XIV conte di Desmond (m. 1558) (figlio di John FitzGerald, de facto XII conte di Desmond)
- Gerald FitzGerald, XV conte di Desmond (circa 1533–1583) (figlio del precedente; forfeit nel 1582)

## XVI conte di Desmond, nominato da Hugh O'Neill (1598–1601)
- James FitzThomas FitzGerald detto Sugán Earl, morto alla Torre di Londra circa 1607

## Conti di Desmond, II creazione (1600)
- James FitzGerald, I conte di Desmond (1571–1601) (noto come "Tower Earl of Desmond")

## Conti di Desmond, III creazione (1619)
- Richard Preston, I conte di Desmond (m. 1628) (estinto)

## Conti di Desmond, IV creazione (1628)
Vedi: Conte di Denbigh